# Ніко Янсен
Ніко Янсен (нід. Nico Jansen, нар. 15 січня 1953, Амстердам) — нідерландський футболіст, що грав на позиції нападника, зокрема за «Феєнорд», а також національну збірну Нідерландів.

## Клубна кар'єра
У дорослому футболі дебютував 1972 року виступами за «Амстердам», в якому провів три сезони, взявши участь у 78 матчах чемпіонату. 
Своєю грою за цю команду привернув увагу представників тренерського штабу «Феєнорда», до складу якого приєднався 1975 року. Відіграв за команду з Роттердама наступні три сезони своєї ігрової кар'єри. Був основним гравцем атакувальної ланки команди й одним із її головних бомбардирів, маючи середню результативність на рівні 0,63 гола за гру першості.
Згодом з 1978 по 1983 рік грав за бельгійський «Моленбек», а завершував ігрову кар'єру також у Бельгії, граючи за місцеві нижчолігові «Лондерзел» та «Бом» у середині 1980-х років.

## Виступи за збірну
1975 року взяв участь у своєму єдиному офіційному матчі у складі національної збірної Нідерландів.